# Dompierre-les-Ormes
Dompierre-les-Ormes è un comune francese di 943 abitanti situato nel dipartimento della Saona e Loira nella regione della Borgogna-Franca Contea.

## Società

### Evoluzione demografica
Abitanti censiti